# 柯洛1b
柯洛1b （最初被称为柯洛-系外行星-1b）是一颗位于麒麟座、距离地球约1560光年的系外行星，其母星为黄矮星柯洛1。该行星于2007年5月被发现，它是法国主持的柯洛计划所发现的第一颗系外行星。

## 探测与发现
柯洛1b是迄今为止所知的最大的热木星，通过地面观测可知，其半径为木星的1.49倍，质量为1.03倍木星质量。由于距离母星较近，该行星表面被加热至一个极高的温度，其外层大气急剧膨胀，从而使其密度变得很小而体积很大。
2009年5月科学家对该行星进行了光学观测，得出了第一份针对系外行星的光学观测报告。观测结果表明在柯洛1b（其处于潮汐锁定状态）面向和背向其母星的星体表面之间并不存在明显的热传导机制。